# Santa Tell Me
《Santa Tell Me》是美国歌手爱莉安娜·格兰德的歌曲，由歌手本人、伊利亚·萨尔曼扎德和沙凡·科提查共同创作。歌曲于2014年11月24日在iTunes平台全球发行，并且之后收录在迷你专辑《Christmas Kisses》的日本独家重新发行版中。歌曲是一首受节奏布鲁斯影响的圣诞歌曲，也是相較其他聖誕歌，風格符合現代的。
《Santa Tell Me》最高美国《公告牌》百强单曲榜第四十二位，同时冲进了其他国家的音乐排行榜，包括日本、韩国、澳大利亚和欧洲各国。音乐视频由克里斯·马尔斯·皮利罗执导，于2014年12月12日在Vevo平台播出。2014年11月18日在洛杉矶神殿大会堂举行的音乐会A Very Grammy Christmas中，爱莉安娜首次演唱歌曲。

## 背景
爱莉安娜于2013年12月17日推出了她的首张圣诞迷你专辑《Christmas Kisses》。专辑中收录了四首歌曲，有翻唱曲《Santa Baby》和威猛乐队的《Last Christmas》，还有两首原创曲《Love Is Everything》和《Snow in California》。
2014年10月28日，爱莉安娜·格兰德在Twitcam直播中首次提到了歌曲名。在直播中，她表示最初是不想唱圣诞歌曲的，但随后改变了主意，她还宣布歌曲会配有音乐视频，并且歌曲是迄今为止在她所有地歌曲裡最喜欢的圣诞歌曲。
2014年11月13日，爱莉安娜在推特上正式公布了歌曲和歌名，并说道：“在11月24日将为你们推出一首可爱的圣诞歌曲叫Santa Tell Me！为假期欢呼:)太激动了#10DaysTilSantaTellMe。”

## 宣传和发行
爱莉安娜在推特上发起话题#10DaysTilSantaTellMe，为歌曲发行倒计时十天。同时于2014年11月18日的A Very Grammy Christmas音乐会上首次演唱歌曲。11月18日，Republic Records解锁歌曲的封面。三天后，Republic Records发了一段15秒的《Santa Tell Me》片段在Instagram上。爱莉安娜于11月23日在推特上发起最后一个话题#SantaTellMeTonight。她还发出可接受预定的iTunes歌曲链接。
歌曲于11月24日午夜在iTunes平台上发行。音频也于11月24日上传到爱莉安娜的官方YouTube频道ArianaGrandeVevo。不久后，歌词视频于11月26日上传至Vevo，其中插入了各种爱莉安娜童年时在圣诞节期间的照片。

## 作曲
《Santa Tell Me》是一首受到节奏布鲁斯影响的圣诞歌曲，以G大调谱曲。歌声音区从B3延伸自A5。

## 市场反响
在美国，《Santa Tell Me》空降《公告牌》Hot 100榜第六十五位，之后最高第四十二位。歌曲同样于2014年12月27最高《公告牌》Adult Contemporary榜第七位。在加拿大，《Santa Tell Me》空降加拿大Hot 100榜第七十三位，最高第二十七位。截至2015年，歌曲在美国售出超过12万份。
在英国，《Santa Tell Me》于2014年12月6日空降英国单曲排行榜第七十九位，三周后最高第六十八位。2015年，歌曲未现身排行榜，但在2016年回归第九十位。2017年，像其他圣诞歌曲一样如《Driving Home for Christmas》和《Step into Christmas》排名速升，空降六十位，随后一周升至第二十九位。最终于2018年1月4日凭借再版的推出最高二十八位。

## 音乐视频
视频于2014年12月12日播出，由克里斯·马尔斯·皮利罗执导。视频中爱莉安娜和她的小伙伴们在她的宅子里一起跳舞，欢笑，互赠礼物，结尾还有两分钟的花絮。视频截至2016年11月26日超过了1亿次观看，成为继歌曲《让我爱你》之后爱莉安娜的第14个Vevo认证音乐视频。

## 现场演出
2014年11月18日，爱莉安娜在洛杉矶神殿大会堂举办的A Very Grammy Christmas Special音乐会上首次演唱了歌曲。同样在Jingle Ball Tour 2014上演唱了歌曲。2014年12月8日，爱莉安娜在圣诞节那天迪斯尼公园冰雪奇缘庆典电视节目中演唱了歌曲。

## 排行榜
| 排行榜（2014年至18年）               | 最高 排名 |
| ------------------------------------ | --------- |
| 澳大利亚（澳大利亚唱片业协会榜）     | 80        |
| 奥地利（Ö3四十强单曲榜）             | 34        |
| 比利时佛兰德（Ultratop五十强单曲榜） | 32        |
| 比利时佛兰德（Ultratop城市榜）       | 5         |
| 比利时瓦隆（Ultratip榜外單曲榜）     | 22        |
| 加拿大（Canadian Hot 100）           | 27        |
| 加拿大（《告示牌》Canada AC）        | 7         |
| 加拿大（《告示牌》Canada Hot AC）    | 48        |
| 捷克（百強數位單曲榜）               | 12        |
| 丹麦（Tracklisten）                  | 12        |
| 芬兰（芬蘭官方單曲榜）               | 18        |
| 法国（法國唱片出版業公會單曲榜）     | 145       |
| 德国（德國官方單曲榜）               | 22        |
| 爱尔兰（愛爾蘭唱片音樂協會）         | 27        |
| 意大利（意大利音乐产业联盟）         | 64        |
| 日本（Japan Hot 100）                | 29        |
| 荷兰（荷蘭四十強單曲榜）             | 28        |
| 荷兰（百强单曲榜）                   | 8         |
| 挪威（世道單曲榜）                   | 36        |
| 葡萄牙（葡萄牙唱片業協會单曲榜）     | 57        |
| 斯洛伐克（百強數位單曲榜）           | 12        |
| 韩国（Gaon数字榜）                   | 7         |
| 韩国（國際單曲榜）                   | 1         |
| 西班牙（西班牙音樂製作協會）         | 65        |
| 瑞典（瑞典最熱榜）                   | 23        |
| 瑞士（瑞士热门音乐榜）               | 36        |
| 英國（官方榜单公司單曲榜）           | 28        |
| 美国（《告示牌》百大單曲榜）         | 42        |
| 美國（《告示牌》成人當代單曲榜）     | 7         |
| 美國（《告示牌》Adult Pop Airplay）  | 39        |
| 美国Holiday 100（《公告牌》）        | 1         |
| 美國（《告示牌》Pop Airplay）        | 39        |

| 排行榜（2015年）   | 排名 |
| ------------------ | ---- |
| 韩国（國際單曲榜） | 45   |

| 排行榜（2016你）   | 排名 |
| ------------------ | ---- |
| 韩国（國際單曲榜） | 61   |

| 排行榜（2017年）   | 排名 |
| ------------------ | ---- |
| 韩国（國際單曲榜） | 24   |

## 认证与销量
| 地區                                 | 认证    | 认证单位/销量 |
| ------------------------------------ | ------- | ------------- |
| 澳大利亚（澳大利亚唱片业协会）       | 3× 白金 | 210,000‡      |
| 奥地利（國際唱片業協會奧地利分會）   | 3× 白金 | 90,000‡       |
| 巴西（巴西唱片業協會）               | 白金    | 60,000‡       |
| 丹麦（國際唱片業協會丹麥分會）       | 2× 白金 | 180,000‡      |
| 德国（聯邦音樂產業協會）             | 白金    | 400,000‡      |
| 意大利（意大利音乐产业联盟）         | 白金    | 70,000‡       |
| 新西兰（新西兰唱片音乐协会）         | 2× 白金 | 60,000‡       |
| 挪威（國際唱片業協會挪威分会）       | 2× 白金 | 120,000‡      |
| 葡萄牙（葡萄牙唱片業協會）           | 白金    | 10,000‡       |
| 西班牙（西班牙音樂製作協會）         | 白金    | 60,000‡       |
| 韩国                                 | —       | 2,500,000     |
| 瑞士（國際唱片業協會瑞士分会）       | 金      | 15,000‡       |
| 英国（英国唱片业协会）               | 3× 白金 | 1,980,000     |
| 美国（美國唱片業協會）               | 4× 白金 | 4,000,000‡    |
| 流媒体                               |         |               |
| 希腊（國際唱片業協會希臘分會）       | 金      | 1,000,000†    |
| 日本（日本唱片協會）                 | 金      | 50,000,000†   |
| 瑞典（瑞典唱片業協會）               | 3× 白金 | 24,000,000†   |
| ‡僅含認證的+實際銷量 †僅含認證的銷量 |         |               |